# Среднее Девятово
Среднее Девятово — село в Лаишевском районе Республики Татарстан.

## География
На автомобильной дороге Казань-Оренбург, в 17 км к северо-востоку от г. Лаишево.

## История
Основано в 1560-е гг. помещиком Ф. С. Змеевым на месте поселения периода Казанского ханства. В дореволюционных источниках упоминается также под названием Тевкечь, Ларионово. До реформы 1861 г. жители относились к категории помещичьих крестьян. Занимались земледелием, разведением скота. В 1880-е гг. имение и землю в селе Среднее Девятово купил известный казанский купец и благотворитель П. В. Щетинкин. В начале 20 в. здесь функционировали земская школа (была открыта в 1884 г.), ветряная мельница, 2 мелочные лавки. В этот период земельный надел сельской общины составлял 112,5 десятин.
До 1920 г. село входило в Державинскую волость Лаишевского уезда Казанской губернии. С 1920 г. в составе Лаишевского кантона ТАССР. С 14.02.1927 г. в Лаишевском, с 19.02.1944 г. в Салтанском, с 05.04.1946 г. в Корноуховском, с 19.11.1954 г. в Лаишевском, с 01.02.1963 г. в Пестречинском, с 12.01.1965 г. в Лаишевском районах.
Исторические книги свидетельствуют о том, что село Среднее Девятово было основано русскими переселенцами примерно в 1560-х годах, то есть после завоевания Казанского ханства Иваном Грозным. Само название «Девятово», несомненно, пошло от имени казанского дворянина Змеева, который в 1618—1619 годах был направлен в Лаишево головой. Звали Змеева — Девятый (Никита) Федорович. Отцу его ещё в 1568 году распоряжением воеводы Казани была предоставлена во владение деревня Тевкечь… Наследники Фёдора Змеева владели Средним Девятово долго, вплоть до отмены крепостного права.
Позже село находилось в руках помещика Степана Степановича Могилатова. В 1880-е годы его усадьбу и всю землю, оставшуюся после выкупа крестьянами, приобрёл богатый казанский купец, промышленник и меценат Павел Васильевич Щетинкин, владевший также имениями в сёлах Смолдеярово, Сокуры и Янцеварово
В 1884 году Павел Васильевич открыл в селе Среднее Девятово земскую школу, при нём в деревне летом работали детские ясли.
Благодаря ему в Смолдеярове появился один из красивейших храмов Поволжья и Прикамья — Казанско-Богородицкая церковь.
Закладка храма состоялась 18 августа 1902 года, возводился он по плану и под наблюдением епархильного архитектора Фёдора Николаевича Малиновского. Строительство, которое обошлось в двадцать пять тысяч рублей (по тем временам огромные деньги), подвигалось быстро, и уже 11 июня 1906 года были водружены кресты. Освятил трёхпрестольный храм сам архиепископ Димитрий — это произошло 2 сентября 1907 года.
О судьбе П. В. Щетинкина ходило немало слухов. Когда началась революция, барин, спасаясь от преследования новых властей, выехал в направлении Омска. Всё, что нажил за долгую жизнь, Щетинкин бросил. Через год решением схода барское добро разделили между крестьянскими дворами. Одним досталась корова, другим — лошадь, третьим — имущество… Без единой хозяйской руки от усадьбы через несколько лет остались только воспоминания. Фонтаны заглохли, захирели пруд, цветники, яблоневый сад. Сохранился целиком лишь барский дом, и то потому, что его отдали под школу. Много лет в нём учили деревенских детей Нина Ивановна Гуслякова и Фаина Ивановна Нуждина…

## Инфраструктура
Молочное скотоводство.
Средняя школа, дом культуры, библиотека. Источник и часовня Николая Чудотворца.

## Численность населения
| 1859 | 1897 | 1908 | 1920 | 1926 | 1938 | 1949 | 1958 | 1970 | 1979 | 1989 | 1997 | 2002 | 2008 | 2014 |
| ---- | ---- | ---- | ---- | ---- | ---- | ---- | ---- | ---- | ---- | ---- | ---- | ---- | ---- | ---- |
| 189  | 278  | 309  | 347  | 414  | 443  | 313  | 257  | 405  | 568  | 627  | 600  | 597  | 579  | 712  |

На 2008 г. — 579 жителей (татары, русские).